# Isole Frazier
Le isole Frazier (in inglese Frazier Islands) sono un piccolo gruppo di isole antartiche che delimitano la parte orientale della baia Vincennes, nell'arcipelago Windmill.
Localizzate ad una latitudine di 66° 13' sud e ad una longitudine di 110°09' est le isole sono luogo di nidificazione per numerose Procellariidae e sono state mappate per la prima volta mediante ricognizione aerea durante l'operazione Highjump e l'operazione Windmill, negli anni 1947-1948. Sono state intitolate dalla US-ACAN al comandante della US Navy P. W. Frazier che ha partecipato all'operazione Deep Freeze.

## Conservazione
Le isole sono protette dal Trattato Antartico come Area Specialmente Protetta dell'Antartide (codice ASPA 160) perché ospitano la più grande delle sole quattro colonie riproduttive conosciute di ossifraga del sud nell'Antartide continentale.